# Oginga Odinga

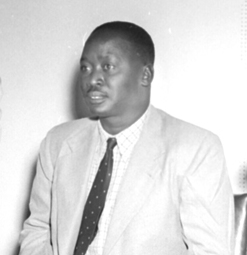
Oginga Odinga

Jaramogi Ajuma Oginga Odinga (* um Oktober 1911 in Bondo, Provinz Nyanza; † 20. Januar 1994 in Nairobi oder Kisumu) war eine bekannte Person im Unabhängigkeitskampf von Kenia, erster Vizepräsident und späterer Oppositionsführer.
Er wurde in Bondo, Provinz Nyanza, Kenia geboren, nach seiner Autobiographie etwa im Oktober 1911. Aufgewachsen als Obadiah Adonijah, legte er diesen Namen ab und wurde bekannt als Oginga Odinga. Er ging zur Maseno and Alliance High School, studierte dann ab 1940 in Kampala, Uganda an der Makerere-Universität und kehrte später an die Maseno High School als Lehrer zurück. 1948 trat er in eine Partei, die Kenya African Union (KAU) ein.
1960 gründete er zusammen mit Tom Mboya die Kenya African National Union (KANU). Nach der Unabhängigkeit Kenias 1964 wurde er erster Vizepräsident. Als Vizepräsident konnte er der anwachsenden autoritären Art von Jomo Kenyattas Regierungsweise nicht zustimmen. Er trat von seinem Posten zurück, verließ die KANU und gründete 1966 die Kenya People’s Union (KPU).
Die Spannungen zwischen Odinga und Kenyatta gingen weiter und 1969 wurde Odinga inhaftiert, nachdem sich beide öffentlich gegenseitig in Kisumu beschimpften, und wo bei dem folgenden Krawall mindestens elf Personen getötet und Dutzende verletzt wurden. Er blieb zwei Jahre in Haft und wurde danach bis Kenyattas Tod 1978 ignoriert.
Unter Kenyattas Nachfolger Daniel arap Moi blieb Odinga weiter Gegner von Kenyattas Politik, die von Moi fortgesetzt wurde. Er versuchte 1982 eine politische Partei zu gründen, aber seine Pläne wurden von Generalstaatsanwalt Charles Njonjo durchkreuzt, der die Verfassung änderte, wonach Kenia zum Einparteienstaat wurde.
Nach dem gescheiterten Putsch von 1982 gegen die Regierung Moi wurde Odinga in Kisumu unter Hausarrest gestellt.
1990 versuchte er zusammen mit anderen eine Oppositionspartei zu gründen, die National Democratic Party. 1991 gründete er das Forum for the Restoration of Democracy (FORD-Kenia) und wurde Übergangsvorsitzender. Die Gründung von FORD löste eine Reihe von Veränderungen aus, die Kenias politische Landschaft beeinflussten und schließlich – acht Jahre nach Odingas Tod – zum Ende der 40-jährigen Herrschaft der KANU führte.
Oginga Odingas Sohn Raila Odinga ist jetzt eine der führenden politischen Figuren in Kenia und war Präsidentschaftskandidat bei den Wahlen im Dezember 2007 sowie im August 2017, sein anderer Sohn Oburu Odinga ist Parlamentsmitglied.

## Werke
- Not Yet Uhuru, eine Autobiographie